# Бельгайм
Бельгайм (нім. Bellheim) — громада в Німеччині, розташована в землі Рейнланд-Пфальц. Входить до складу району Гермерсгайм. Центр об'єднання громад Бельгайм.
Площа — 20,44 км2. Населення становить 8671 ос. (станом на 31 грудня 2020).